# Jaromír Hrubý z Jelení
Jaromír Hrubý-Gelenj, zjednodušeným pravopisem Jaromír Hrubý z Jelení (2. listopadu 1922 Červené Pečky – 18. července 2012) byl český šlechtic z rodu Hrubých z Jelení. Byl čestným rytířem Maltézského řádu. V době vlády komunistické strany byl pro svůj šlechtický původ perzekvován.

## Život
Narodil se jako první syn Josefa barona Hrubého z Gelenj (1866–1943), který v září 1939 podepsal prohlášení české šlechty, a jeho manželky Karoly (Sarolty) Bukuwkové z Bukuwky (1889–1952). Za války v roce 1942 byla na majetek rodu uvalena vnucená správa. Měl pět sourozenců, kteří neodešli z Československa ani po Únoru 1948.
V roce 1945 převzal Jaromír s matkou správu statků Červené Pečky a Morány, ke kterým patřily pole, lesy i průmyslové podniky včetně pivovaru (založen v roce 1670) a cihelny. Studoval na lesnické fakultě Vysoké školy zemědělské v Praze. Chyběly mu už jen dva semestry, ale po komunistickém puči v roce 1948 školu nesměl dokončit. Pak pracoval jako traktorista v jejich bývalém velkostatku. Sestra Marie Josefa (1924–1996), která studovala vysokou školu zemědělskou, byla zatčena a držena ve vyšetřovací vazbě sedm a půl měsíců. Matku Karolu vyslýchali dva týdny. Na začátku roku 1950 byl zatčen i on sám a vězněn tři měsíce ve vězení v Kolíně a pak dva roky v táboře nucených prací. Vystřídal Pardubice, Všebořice a pracoval na stavbě věznice v Ruzyni. Nakonec byl znovu v Pardubicích, kde mimo jiné stavěl nádraží.
Po propuštění z vězení byl zaměstnán u dopravních staveb. Po složení kvalifikační zkoušky na kopáče vykonával tuto činnost. Postupně se živil jako řidič, jeřábník, betonář, asfaltér a u posádky těžkých strojů na stavbě dálnice z Prahy do Brna poblíž Šternova. Ani v období Pražského jara mu režim neumožnil studium na stavební průmyslovce. Později pracoval v zahraničním oddělení podniku, protože ovládal cizí jazyky. U Staveb silnic a železnic nakonec pracoval 39 let.
Zůstal svobodný a bezdětný.

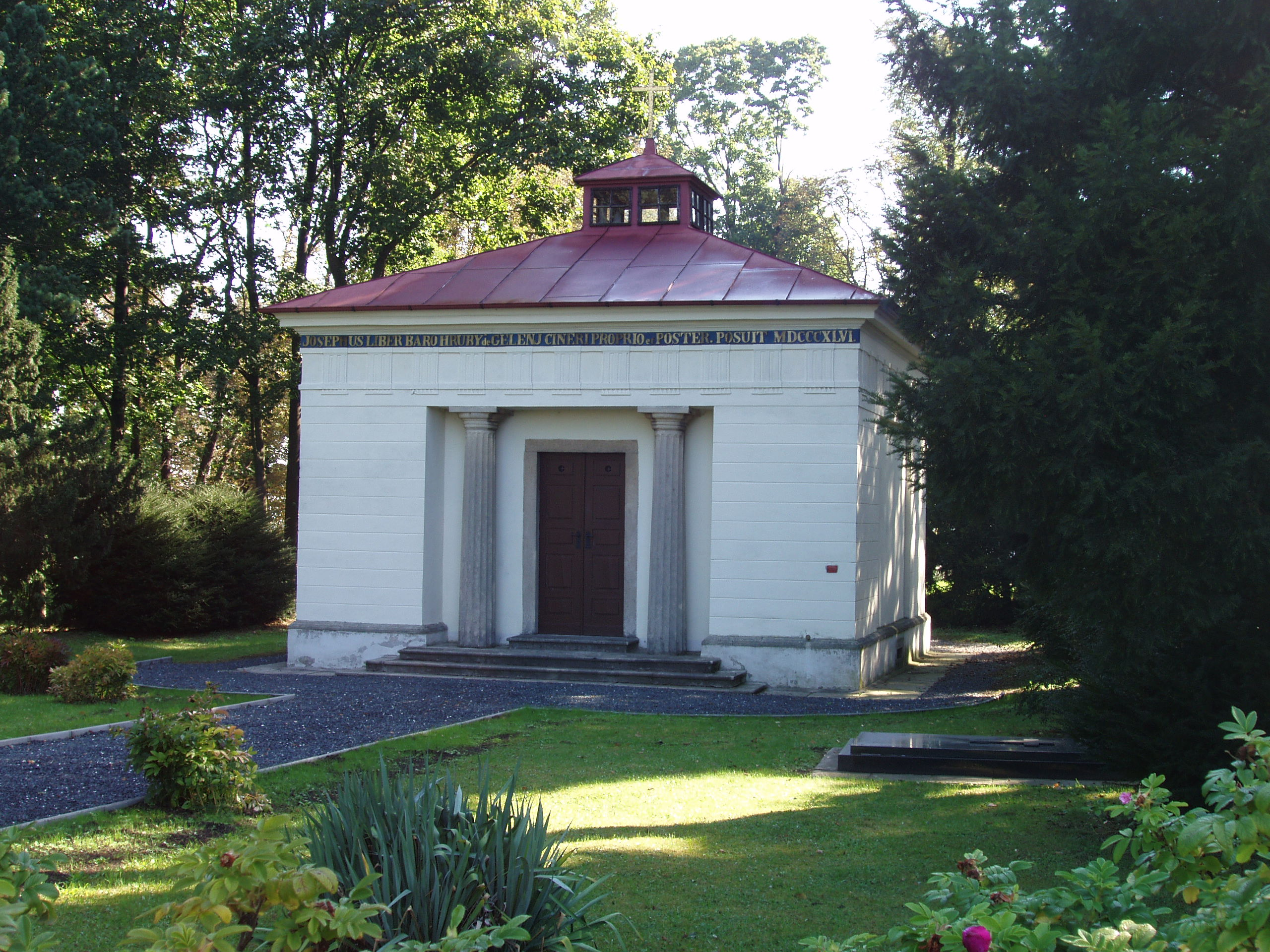
Pohřební kaple Hrubých-Gelenj v Červených Pečkách

Po roce 1989 byl Jaromír Hrubý z Jelení jmenován zástupcem velkopřevora Suverénního řádu Maltézských rytířů. Do řádu vstoupil tajně v roce 1942 a udržoval jej až do roku 1989 při životě.
V rámci restitucí získal po roce 1989 lovecký zámeček Morány.
Zemřel v roce 2012. Zádušní mše svatá a poslední rozloučení se zemřelým se konalo 27. července 2012 v kostele sv. Petra a Pavla v Čestíně, mši sloužil biskup František Lobkowicz. Následující den byly ostatky uloženy za účasti členů rodiny do hrobu před rodinnou hrobkou v Červených Pečkách.